# Döda fallet
Pour les articles homonymes, voir Fallet.
 (octobre 2017).
Si vous disposez d'ouvrages ou d'articles de référence ou si vous connaissez des sites web de qualité traitant du thème abordé ici, merci de compléter l'article en donnant les références utiles à sa vérifiabilité et en les liant à la section « Notes et références ».
Döda fallet (littéralement : La chute morte) est le site d'une ancienne chute d'eau ou de rapides « eaux blanches », nommée Storforsen,  sur la rivière Indalsälven, en aval du lac Ragunda, dans le centre de la Suède (63° 03′ 07″ N, 16° 30′ 40″ E). La chute d'eau et le lac ont disparu le 6 juin 1796 à la suite de l'effondrement d'un esker.   

## Historique

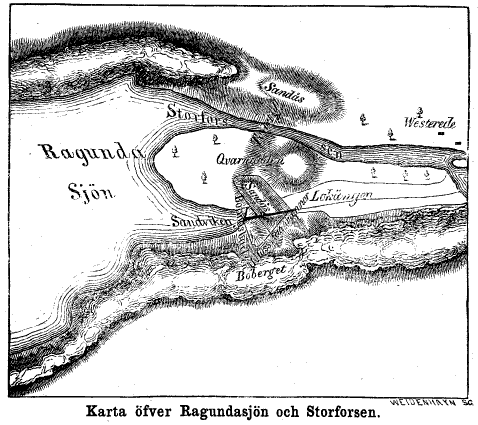
Le lac Ragunda et Storforsen sur une carte suédoise publiée en 1864.

Magnus Huss (1755-1797), un commerçant de la région, voulait créer un passage artificiel pour laisser les troncs d'arbres (qui se transportaient à l'époque le plus facilement en flottant avec les rivières) contourner la chute Storforsen. Dans la nuit du 6 au 7 juin, ce passage a causé l'effondrement d'un esker et le lac Ragunda entier (300 millions de mètres cubes) s'est vidé en quatre heures environ. Une grande partie du village de Hammarstrand se trouve aujourd'hui sur ce qui était alors le fond du lac, et l'aéroport commun des deux villes voisines Sundsvall et Härnösand se trouve sur un terrain rasé par le désastre.
L'une des conséquences fut que la chute d'eau appelée aujourd'hui Döda fallet (La chute morte) a disparu.